# Wann (Oklahoma)
Wann é uma cidade  localizada no estado norte-americano de Oklahoma, no Condado de Nowata.

## Demografia
Segundo o censo norte-americano de 2000, a sua população era de 132 habitantes.
Em 2006, foi estimada uma população de 136, um aumento de 4 (3.0%).

## Geografia
De acordo com o United States Census Bureau tem uma área de
0,5 km², dos quais 0,5 km² cobertos por terra e 0,0 km² cobertos por água. Wann localiza-se a aproximadamente 262 m acima do nível do mar.

## Localidades na vizinhança
O diagrama seguinte representa as localidades num raio de 20 km ao redor de Wann.